# Felipe Julius
A4 - Sem indicação de importância (pessoa, animal, organização, evento ou conteúdo web) favor, analisar exclusão rápida
Felipe Julius (Porto Alegre, 18 de agosto de 2000) é um escritor, publicitário e poeta brasileiro. Graduou-se em Comunicação Social — Publicidade e Propaganda na PUCRS, com láurea acadêmica, sendo também eleito amigo do peito da turma, garantindo-lhe o troféu São Marcelino Champagnat. Com seu livro de estréia, Foram talvez os anjos revoltados (Ed.Urutau, 2023), foi, em 2024, indicado ao 66º Prêmio Jabuti no Eixo Inovação, categoria Escritor Estreante - Poesia. Seu segundo livro, Cicatrizes na paisagem (CEPE Editora, TBA), venceu o VIII Prêmio CEPE de Literatura Nacional, retratando em versos as enchentes no Rio Grande do Sul em 2024.

## Obras publicadas
- Foram talvez os anjos revoltados (Poesia, Ed. Urutau, 2023);
- Lágrima de grafite (Antologia, EdiPUCRS, 2023);
- O vocábulo dos sinos (Antologia, Concha Editora, 2024);
- Cicatrizes na paisagem (Poesia, CEPE Editora, TBA).

## Reconhecimentos e prêmios
- VIII Prêmio CEPE de Literatura Nacional, na categoria Poesia;[8]
- Estudante do Ano - SALÃO ARP 2024;[9]
- Troféu São Marcelino Champagnat;
- Indicado ao 66º Prêmio Jabuti;

- Menção Honrosa no 19º Prêmio Lila Ripoll de Poesia[10];
- 2º Prêmio Tato Literário, na categoria Poesia;[11]
- XXXII Prêmio Moutonnée de Poesia[12][13], na categoria Adulto;
- LAD AWARDS 2024, Estudiante Advertising.[14][15]